# موسى عمار
موسى عمار إعلامي وممثل ومنتج أردني، ولد في 25 ديسمبر 1945، وتوفيَ في 22 مارس 2018. عمل موسى في الحقل الإعلامي حوالي 45 عاماً، مارس فيها العمل التلفزيوني والإذاعي.

## العمل

### إذاعياً
بدأ إذاعياً عام 1974 مع انطلاقة برنامج «البث المباشر» الذي كان يتواصل مع قضايا المواطنين واستمر في البرنامج حتى عام 1988. 
شغل موسى عمار عدّة مناصب في الإذاعة الأردنية، منها مدير إذاعة عمان FM، رئيس قسم الإخراج، كبير المذيعين.
من أعماله في الإذاعة الأردنية: رئيس قسم التلفزيون التربوي والإذاعة المدرسية من 1972- 1979، كبير المخرجين في الإذاعة الأردنية من عام 1974-2004، مدير التنفيذ في الإذاعة الأردنية من 1984-1992، مؤسس ومدير إذاعة FM من 1992- 2004، ممثل الأردن في منظمة إذاعات الدول الإسلامية من 1980- 1986. قدّم وأخرج البرنامج الرياضي عالم جيليت لمدة 18 عاماً. قدم وأخرج برنامج جيشنا العربي في الإذاعة الأردنية لمدة 22 عاماً.

### الدوبلاج
كما عمل في دوبلاج مختلف أنواع الدراما ممثلاً ومنتجاً ومشرفاً فنياً. اشتهر بصوته الإذاعي المميز وعلق على برامج وثائقية كثيرة. وهو أول من أدخل فن الدوبلاج البشري للبرامج والمسلسلات في العالم العربي. وكانت البداية مع «بيت المحبة» من إنتاج مؤسسة التسويق - صقر الحمود وتمثيل إيمان هايل وهشام حمادة عام 1989. من الأعمال المدبلجة التي شارك فيها المسلسلات المكسيكية: معا إلى الأبد، المتمردة، قصة حب، سجينة حب، الأجنحة المنكسرة، الأخوات، لن أنساك. ومن المسلسلات الكورية قصة حب حزينة. ومن المسلسلات الفلبينية فتاتي.
يعدّ موسى عمار من أوائل الأردنيين الذين عملوا في مجال التعليق على البرامج الوثائقية التلفزيونية. وقد قدم العديد من البرامج الوثائقية والخاصة من إعداد وإخراج وإشراف على تنفيذ الأفلام المدبلجة كالمسلسلات الأجنبية الناطقة باللغة العربية وأفلام الأطفال.

### العمل الدرامي
شارك عمار في عدد من الأعمال الدرامية هي: 
- مسلسل أنا ودموعي، إخراج حسن أبو شعيرة عام 1975، بطولة ليلى طاهر ونبيلة كرم وساري الأسعد وأديب الحافظ.
- مسلسل «الشرخ»، إخراج فضل يانس، بمشاركة عدد من النجوم الأردنيين والسوريين.
- ضيف شرف في مسلسل «كلمة أخيرة»، من إخراج خميس مجدلاوية بمشاركة عدد من النجوم الأردنيين والسوريين.
- مسلسل جلوة راكان، إخراج عروة زريقات عام 1983.
- أدى شخصية الراوي في بيوت في مكة، من إخراج المخرج السوري علاء الدين كوكش بمشاركة عدد من نجوم الدراما الأردنيين والسوريين.

### الرسوم المتحركة
عمل راوياً في المسلسل الكرتوني مغامرات نيلز. أشرف على مسلسل سالي عام 1989. وعمل مشرفاً فنياً في العديد من أعمال الكرتون الرسوم المتحركة أهمها: مسلسل كوالا، ومسلسل بوليانا عام 1986، ومسلسل الدببة الطيبون 1985، ومسلسل فتاة المراعي (كاتولي) 1984، ومسلسل بيرين، ومسلسل نساء صغيرات ومسلسل حكاية فيها حكمة، ومسلسل بانشو الظريف، ومسلسل حماة الكواكب، ومسلسل الأيام السعيدة، ومسلسل قرية التوت، ومسلسل مغامرات في الغابة، والفتى النبيل، وبيف وهيركول، وصاحب الظل الطويل، وكاليميرو، وبلفرز. وأخرج وأشرف على دوبلاج عدة مسلسلات برامجية للقنوات العالمية مثل ناشيونال جيوغرافيك وشو تايم وفوكس.